# Josep Pratdesaba i Portabella
Josep Pratdesaba i Portabella (Vic, Osona, 6 d'agost de 1870 – Vic, gener de 1967) fou un astrònom i científic vigatà.

## Biografia
Com que els seus pares es dedicaven al comerç, inicià els seus estudis amb l'objectiu de continuar amb el negoci, de manera que seguí els estudis de tenidoria de llibres, i de diverses llengües vives, i després ingressà a l'Escola d'Enginyers Industrials.
Malgrat tot, la seva afició era per les ciències físiques i naturals, amb predilecció per l'astronomia. Va veure coronats els seus esforços personals, instal·lant a casa seva un observatori en condicions que li permetien satisfer la seva decidida afició per la contemplació i investigació astronòmica.
Els aparells de què constava l'observatori particular de Pratdesaba eren: una cúpula de ferro, amb un diàmetre de 4,50 m que acollia una equatorial astrogràfica de Mailhat, de doble tub i objectius de 160 i 130 mm. d'obertura, respectivament; l'esmentada equatorial restava moguda per un aparell de rellotgeria amb regulador de Focault graduable; d'ullera de passos o meridià que és un petit instrument de 57 mm, d'obertura, però molt a propòsit pels treballs a què se'l dedica; també posseeix l'observatori un pèndol sideral i diversos accessoris per a seguir de visu la majoria dels fenòmens celestes, com un ocular micropomètric amb cercle de posició i tambors per llegir el segon d'arc; ocular helioscopic per l'observació solar, una sèrie d'oculars des de 60 a 400 diàmetres, espectroscopi de protuberàncies amb cratícula de Rowland, de gran dispersió. En la part fotogràfica té l'equatorial una càmera amplificadora per a obtenir fotografies del sol i de la lluna, de 10 cm, de diàmetre. A partir de l'any 1910, aquest observatori passà a ser oficial de la ciutat de Vic.
Aquest mateix any de 1910, Pratdesaba junt amb altres aficionats fundà la Societat Astronòmica de Barcelona.
Va donar moltes conferències en el Centre Excursionista de Vic. Va ser professor de física en el Seminari. A més, va muntar una istal·lació meteorològica al Col·legi dels Germans Maristes, amb un baròmetre de cubeta, termòmetre de màxima i mínima, pluviòmetres, etc., i fou un dels col·laboradors més entusiastes de la xarxa pluviomètrica catalana i de la Societat Astronòmica de Barcelona, servei que va ser traspassat a la Mancomunitat de Catalunya.
Fou director de la Revista Agrícola Ausetana i autor de molts articles de divulgació científica.
Reconegut internacionalment, la Internacional Lunar Society de Londres donà el seu nom a un cràter de la Lluna.
Coordenades de l'Observatori de Vic: Lat. 41° 55′ 44,27″ N - Long. 2° 15′ 18,30″ E - Alt. 507,85 m.
Josep Pratdesaba també va ser un destacat esperantista. Havia après la llengua el 1906 i va fundar i presidir un grup esperantista local. També va defensar la idea de l'esperanto com a llengua auxiliar internacional a diverses revistes científiques.